# 테오도르 드 베즈
테오도르 드 베즈(프랑스어: Théodore de Bèze, 1519년 6월 24일 ~ 1605년 10월 13일)는 종교개혁가로, 보통 베자로 불린다. 1519년 6월 24일 프랑스 부르고뉴 지방에 있는 베즐레에서 태어나 1605년 10월 13일 제네바에서 죽었다. 그는 인문주의자, 개신교 신학자, 성서번역자, 교수, 외교관, 시인이었다. 푸아시 회의와 종교전쟁(프랑스어: Guerres de Religion)기간 중 개혁 진영의 대변인으로 활약했다. 전 유럽을 통틀어 개혁원리에 대하여 견줄 이가 없는 대가였으며 장 칼뱅의 뒤를 이어 제네바 대학교를 이끌었다.

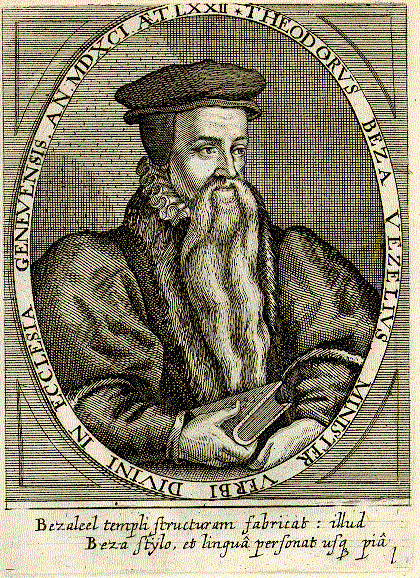
테오도르 드 베즈 (1596년)

## 유소년기
테오도르 드 베즈는 1519년 6월 24일 부르고뉴의 작은 도시인 베즐레의 작은 귀족 가문에서 태어났다. 아버지 피에르 드 베즈(1485-1562)는 법률가이자 제철산업과 관련된 유산의 상속인이자 많은 성직록의 수혜자였으며 그 도시의 대법관이었다. 테오도르는 아버지 피에르의 첫 부인에게서 태어난 일곱 명의 자식들 가운데 막내였다. 피에르는 둘째 부인에게서도 여섯 명의 자식을 얻었다. 테오도르는 건강이 나빴지만 이후에 모든 시련에 대해서 강인함을 보였다. 그의 어머니인 마리 부르들로(Marie Bourdelot)는 인자하기로 유명하였다. 아버지 피에르에게는 두 형제가 있었으며 그 중 니콜라 드 베즈는 파리 고등법원(Parlement de Paris)의 일원이었고, 클로드는 1528년 프랑수아 1세에 의하여 프루아몽(Froidmont)의 시토회 수도원의 첫 성직록 관리 평신도 원장(abbé commendataire)으로 임명되었다.
니콜라는 독신이었으며 베즐레를 방문하였을 때 어린 테오도르로부터 큰 인상을 받아 부모의 허락 하에 파리에서 교육하려고 그를 데리고 갔다. 파리 행에 동행하였던 어머니 마리 드 베즈는 돌아 오는 중에 도중에 낙마하는 사고를 당하여 얼마 뒤에 32세의 나이로 세상을 떠나고 말았다.

## 멜히오르 볼마르의 지도
1528년 테오도르가 아홉살 때에 그의 삼촌은 오를레앙에 있는 유명한 독일인 희랍어 학자 멜히오르 볼마르 루푸스 드 로트바일 (Melchior Volmar Rufus de Rottweil)의 집으로 그를 보냈다. 멜히오르는 이미 파리에서 장 칼뱅을 가르쳤다. 테오도르가 스승의 집에 받아들여진 이 날은 후에 그의 제2의 생일로 기념되었다.
어린 테오도르는 스승을 따라서 부르주(Bourges)로 옮겨갔고 거기에서 프랑수아 1세의 누이인 나바르의 왕비 마르그리트의 부름을 받기도 하였다. 부르주는 프랑스 내에서 종교개혁의 바람이 특히 강한 곳들 중 하나였다. 1534년 프랑수아 1세가 교회 갱신에 대항하는 칙령을 공포하자 볼마르는 독일로 돌아갔고 테오도르는 아버지의 뜻을 따라 법학을 공부하기 위해서 오를레앙으로 돌아갔다.

## 오를레앙 시절
거기서 4년을 보내면서 테오도르는 별다른 흥미를 느끼지 못하였다. 그는 오히려 옛 고전을 읽기를 좋아하였다. 이 젊은이에게 영적으로 중요한 한 사건이 일어난 것은 이 시기였다. 그는 하인리히 불링어의 “거룩한 예배 의식 속에 자리잡은 오류의 기원(1529)”이라는 논문을 읽게 된 것이었다. 베즈는 1550년 불링어에게 보내는 편지에 “당신은 나로 하여금 가장 순수한 근원인 하나님의 말씀에서 나온 참된 경건을 깨닫게 해주었습니다”라고 썼다.
테오도르는 1539년 8월 11일에 법률 자격을 획득하였고 아버지가 원하는 바에 따라 파리로 가서 실무를 익히기 시작하였다. 그의 부모는 그를 위해 일년에 금화 700닢에 이르는 두 개의 성직록을 얻었다. 게다가 그의 삼촌은 그를 자기 상속자로 삼았다.

## 파리에서의 명성
파리에서 베즈는 2년 동안 행복하게 보내었으며 문학 동아리들에서도 주목 받는 위치를 얻게 되었다. 이런 생활 가운데 수많은 유혹들을 받게 되자 이를 벗어나기 위해 1544년 평민 출신의 클로딘 드노스(Claudine Denosse)와 약혼을 하고 조건이 허락하는 대로 이를 공개하기로 약속하였다. 그는 매우 인기를 얻은 라틴어 시집 『포에마타』(Poemata)를 출판하였다. 이 시집으로 그는 명성을 얻었고, 그는 당대 최고의 라틴어 시인들 중에 한 사람으로 널리 인정받게 되었다.

## 계시와 제네바로의 도피
그러나 그는 페스트로 보이는 심한 병에 걸렸다. 육체적으로 피폐하게 된 그는 영적인 필요를 느끼게 되었다. 그는 점차로 예수 그리스도 안에 있는 구원을 알게 되었으며 이를 기꺼이 믿고 받아들였다. 그는 자신을 세상에 얽어맨 줄들을 끊어버리기로 결심하고 클로딘과 함께 비밀리에 제네바로 향하였다. 제네바는 당시 종교개혁을 따르는 사람들의 피난처였다. 이 도피자들은 1548년 10월 24일 제네바에 도착하였다.
공적으로 비중 있던 인물이 도망친 일은 그만한 결과를 가져왔다. 1549년 4월 3일 파리 고등법원(Parlement de Paris)은 원장 피에르 리제(Pierre Lizet)의 서명으로 베즈의 체포와 그의 재산을 몰수하는 포고문을 내었다. 4월 6일에는 이 결정에 대한 이유를 다음과 같이 발표하였다.
- 베즈는 루터의 이단 사상을 받아들였다.
- 그는 자기 성직록을 팔았다.
- 그는 제네바로 도주하였다.

더 나아가 한 해 뒤엔 1550년 3월 31일 파리 고등법원은 베즈의 전재산을 완전히 몰수한다고 공포하였고, 베즈 자신에 대해서는 모베르 광장에서 화형에 처하라는 판결이 내려졌다. 1564년 4월 1일 샤를 9세의 사면령으로 그의 사형 판결과 재산 몰수가 취소된 다음에야 그는 프랑스로 돌아갈 수 있었다.

## 프로테스탄트 신학의 발견

### 로잔 아카데미 희랍어 교수

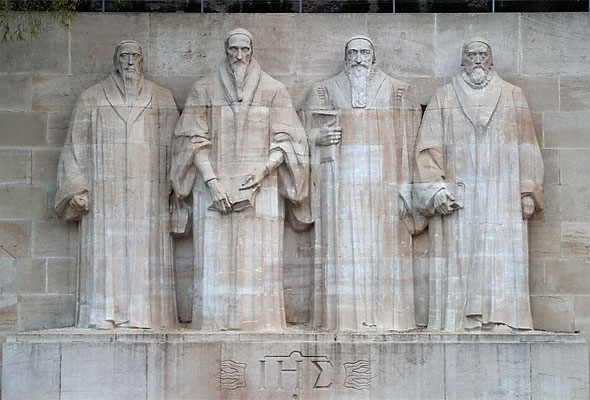
파렐과 칼뱅과 베즈와 녹스 (제네바 바스티옹에 있는 개혁자의 벽)

베즈는 칼뱅의 따뜻한 환영을 받았다. 그들은 이미 볼마르의 집에서 만난 적이 있었다. 제네바에 도착한 지 3주일이 지난 1548년 11월 11일 비밀 결혼 상태에 있던 테오도르 드 베즈와 클로딘 드노스는 칼뱅의 주례로 공식적으로 결혼하였다. 하지만 베즈는 새 가정을 꾸려가기 위하여 일자리를 필요로 하였다. 칼뱅은 제네바에서 그에게 아무 자리도 제시하지 않았다. 그 당시 프랑스어로 강의하는 유일한 개혁파 아카데미는 베른이 지배하던 로잔에만 있었다. 베즈는 당장 어떻게 해야 할 바를 알지 못하고 그의 옛 스승인 볼마르를 만나러 튀빙엔으로 향하였다. 도중에 로잔에 들른 베즈는 피에르 비레를 방문하였고, 비레는 곧 그의 탁월하고도 다양한 재능을 알아보고서 로잔 아카데미의 희랍어 교수 자리를 마련하였다. 베즈는 1549년 11월 6일에 취임하였다.
그는 과중한 업무를 감당하는 가운데에서도 성서 드라마 『제물을 바치는 아브라함』(Abraham sacrifiant)을 썼다(아서 골딩(Arthur Golding이 번역하여 1577년에 런던에서 출판한 영역판이 남아있으며 1906년에 M.W. 월리스가 복구한 프랑스어판이 있다). 이 작품은 카톨리시즘과 프로테스탄티즘을 대조한 것으로서 환영을 받았다. 1551년 6월 그는 마로(Marot)가 이미 시작하였던 시편의 프랑스어 번역에 몇 편을 추가하였다. 이 역시 매우 성공적이었다.
동일한 시기에 피에르 리제(Pierre Lizet)에 대한 풍자인 『베네딕투스 파싸반티우스 판사의 편지』(Epistola magistri Benedicti Passavantii)를 발표하였다. 리제는, 파리 고등법원 원장으로서 개혁 탄압의 주된 도구가 된 불타는 법정(Chambre ardente)의 설립을 주도한, 악명 높은 자였으며, 1551년에는 파리 근처 상-빅토르의 수도원장이 되었고, 몇 편의 논쟁적인 저술들을 발표함으로써 이단의 처단자로서의 명성을 얻기를 원했던 사람이었다. 이 시기에 베즈가 참여했던 두 개의 논쟁은 매우 심각한 성격의 것이었다. 첫째 논쟁은 예정 교리에 관련된 것으로서 칼뱅과 제롬-에르메 볼섹(Jérome-Hermès Bolsec) 사이에 벌어진 것이었다. 둘째로는 1553년 10월 27일 제네바에서 행해진 미셸 세르베(Michel Servet)의 처형에 관한 논쟁이었다. 베즈는 칼뱅과 제네바 정부를 변호하기 위해 1554년에 『이단을 처벌해야 할 정부에 대하여』(De haereticis a civili magistratu puniendis)를 발표하였다.

### 개신교도들을 옹호하기 위한 여행
1557년 베즈는 피에몬테 지방에서 박해를 당해온 발도파(vaudois)신도에게 특별히 관심을 가졌다. 그는 그들을 변호하기 위하여 기욤 파렐과 동행하여 베른, 취리히, 바젤, 샤프하우젠으로 다녔고 거기로부터 스트라스부르, 몽벨리아르, 바덴 괴핑겐까지 방문하였다. 1557년 5월 14일 마지막 두 도시는 파렐과 베즈에게 성례에 대한 발도파의 입장에 비하여 그들 자신의 입장은 무엇인지 분명하게 적시해 줄 것을 요구하였다. 그들의 선언은 루터파 신학자들에게 호의적으로 받아들여졌으나 베른과 취리히에서는 단호히 거부되었다.
1557년 가을 베즈는 기욤 파렐과 함께 스트라스부르를 거쳐 보름스로 여행하였다. 파리에서 박해를 받고 있는 형제들을 도와주도록 개혁 측에 가담한 제국의 제후들에게 요청하기 위해서였다. 필립 멜란히톤 및 보름스에 모인 여타 신학자들과 함께 베즈는 프로테스탄트 전체의 연합을 제안하였으나 이 제안은 취리히와 베른에 의해 철저하게 거부되었다. 프랑스에서 위그노에 대한 탄압이 멈추었다는 거짓 보고로 인해 독일 제후들은 앙리 2세의 궁정에 특사를 보내지 않았다. 베즈는 중재를 계속해야만 했으며 파렐과 장 부다이우스(Jean Buddaeus) 그리고 가스파르 카르멜과 함께 스트라스부르와 프랑크푸르트를 방문하여 파리로 특사를 파견하도록 성사시켰다.

## 제네바의 테오도르 드 베즈
그가 로잔으로 돌아왔을 때 그는 크게 낙심하였다. 당시 피에르 비레는 여러 목사들과 교수들과 합의하여 콩시스투아르(consistoire, 당회)를 설립하고 성만찬 참여 여부를 교회가 결정하는 권징 제도를 도입하고자 하였다. 그러나 베른 정부는 칼비니스트 교회에 지배권을 부여하려 하지 않았다. 1558년 이런 난국 속에서 베즈는 제네바로 가는 것이 더 낫다고 생각하였다.
그는 제네바에서 신설된 아카데미의 희랍어 교수직을 얻었고 칼뱅이 죽은 후에는 신학 교수직까지 맡았다. 뿐만 아니라 그는 설교도 하여야 했다. 그는 피에르 올리베탕이 수년 전에 시작한 신약 성서 번역의 개정 작업을 완료했다.

### 나바르 여행

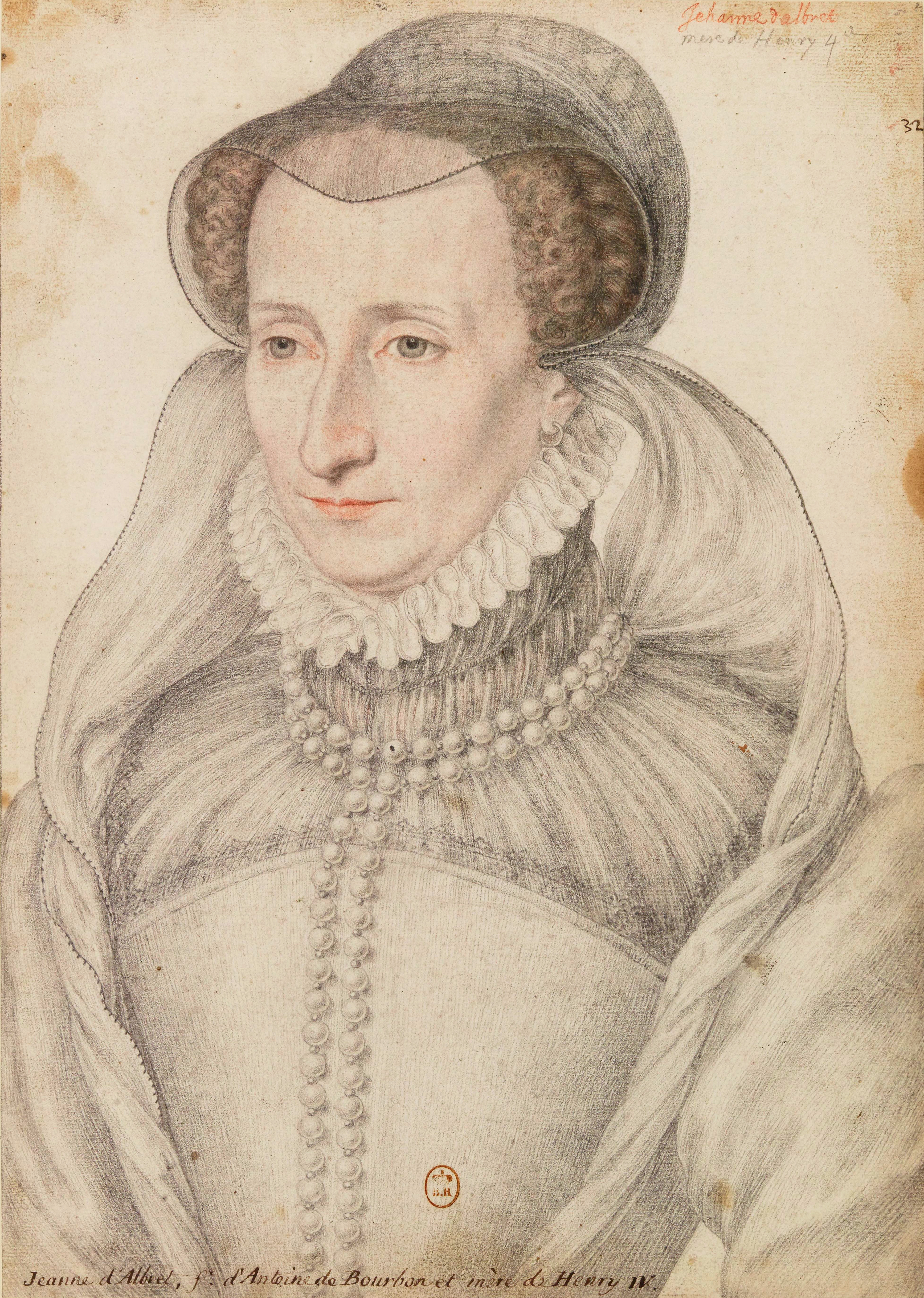
잔 달브레

1560년 베즈는 앙투안 드 나바르(Antoine de Navarre)의 초청으로 네라크(Nérac)를 방문하여 잔 달브레에게 하나님의 말씀을 설교하였고 박해에 대한 위그노의 대응책과 교회의 저항을 기획하였다.

### 제1회 프랑스 총회 (synode)
베즈는 칼뱅을 대신하여 1559년 5월 25일 파리에서 열린 제1회 프랑스 개혁교회 총회에 참석하였다. 이 비밀 회의에는 파리와 프랑스 서부의 프로테스탄트 공동체들의 대표 70명이 참석하였다. 공동체들은 일치된 신앙고백과 단일한 교회 조직을 갖고자 하였다. 프랑수아 드 모렐(François de Morel) 목사가 이 첫 총회를 이끌었으며 신조는 앙투안 드 샹디외(Antoine de Chandieu)가 마련하였다. 칼뱅은 이 회의를 반대하였는데 이 회의가 그가 주장하는 바 기독교강요(Institution de la religion chrétienne, 그리스도인의 경건에 대한 가르침)의 원 텍스트에 입각한 통일된 전선을 형성하기보다는 많은 불일치를 야기할 것으로 보았기 때문이다.
1559년 베즈는 위그노를 돕기 위하여 하이델베르크로 또 한 번의 여행을 떠났다. 동일한 시기에 그는 함부르크에서 요아힘 베스트팔과 틸레만 헤스후스에 맞서서 칼뱅을 옹호하였다.
이 논쟁 활동보다 더 중요한 것은 그 자신이 신조를 작성한 것이다. 이 신조는 원래 베즈가 부친을 위하여 마련한 것에서 유래하였다. 그는 이 신조를 개정하여 출판함으로써 그의 동향인들 사이에서 복음에 대한 이해를 증진시키고자 하였다. 이 신조는 1560년 라틴어로 인쇄되었으며 볼마르에게 헌정되었다. 1563과 1572년 그리고 1585년에 영역본이 영국에서 출판되었으며, 독일어와 화란어 및 이탈리아어 번역도 나왔다.

### 푸아시 회의와 생제르맹 회담
1561년에 베즈는 푸아시 회의(Colloque de Poissy)에서 개혁파 대표단을 이끌었으며, 자유롭게 설교하였다. 이 회의는 성과가 없었으나 그는 개혁파 공동체들 전체의 대표자로 인정을 받았고 찬사와 미움을 동시에 받았다.
“저는 이 회의장에 이틀 전에 도착했습니다. 저는 모든 이들에게 대단히 큰 환대를 받았음을 확실하게 말씀드릴 수 있습니다. 그들을 만나느라 식사할 겨를도 없습니다…”
- 1561년 8월 25일 생제르맹에서 장 칼뱅에게 보낸 편지
카트린 드 메디치는 또 다른 회의를 열도록 하였다. 1562년 1월 28일에 생제르맹에서 다시 회의가 열렸다(Conférence de Saint-Germain). 그 11일 전에는 개혁파에게 중요한 권리를 인정하는 일월 칙령(Edit de janvier 1562)이 공포되었다. 하지만 3월 1일 바시 학살 이후 카톨릭 측이 프로테스탄티즘 진영을 무너뜨리려고 준비하고 있었음이 드러나자 회의는 결렬되고 말았다.

### 콩데 친왕의 고문역

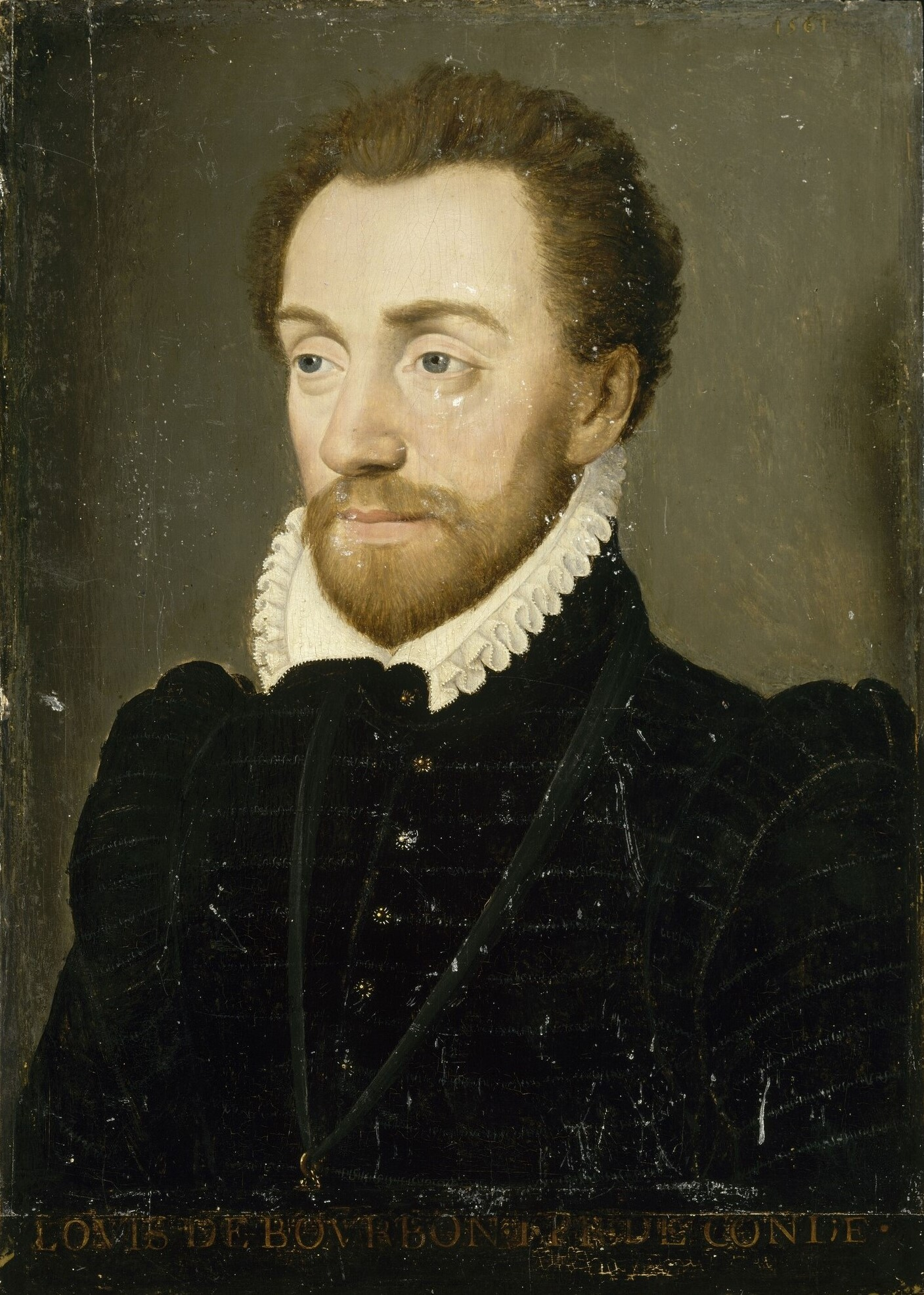
콩데공, 부르봉가의 루이

1562년 베즈는 프랑스 프로테스탄트계의 주요한 지도자인 루이 1세 드 콩데 친왕의 정치 및 신앙 고문이자 재무관이 되었다. 콩데 친왕은 1562년 3월 1일 바씨 학살 사건이 일어난 후인 4월 12일에 군대를 소집하였고, 제1차 종교전쟁(1562-1563)이 시작되었다.
1563년 3월 7일 베즈는 프랑스에서 이십 개월을 보낸 후에 다시 제네바\로 돌아왔다. 그는 서둘러서 전 개혁파 공동체들에게 회람 공문을 보내고 콩데 친왕과 그의 군대와 함께 오를레앙으로 갔다. 이것은 신속함과 체력이 필요한 일이었다. 콩데 친왕의 요청에 따라 베즈는 도움을 얻기 위하여 모든 프로테스탄트 도시들을 방문하였다. 그는 또한 개혁 교리의 정당성을 천명하는 선언문을 쓰기도 하였다. 종교개혁 진영으로부터 군대와 자금을 얻기 위해 영국과 독일과 스위스를 방문하는 책임을 맡아서 스트라스부르와 바젤을 방문했으나 성과가 없었다. 그는 9월 4일에 다시 제네바로 돌아갔다. 그러나 두 주가 지나지 않아서 다시 프랑수아 콜리니 당들로(François Coligny d’Andelot)에 의해 오를레앙으로 부름을 받았다. 3월 5일에 콜리니 장군은 노르망디의 캉을 함락시켰고 베즈는 그곳의 생장 교회(Saint-Jean) 교회에서 “전쟁 자금으로서의 재물의 용도”라는 설교를 하였다. 전쟁은 후원자금의 확보와 영국의 지원군으로 인해 프로테스탄티즘 쪽에 유리해졌다. 그러나 1563년 3월 12일 평화칙령이 공포되고 콩데 친왕이 이를 받아들이자 베즈와 전체 프랑스 프로테스탄티즘 진영은 이를 크게 우려하였다.

## 칼뱅의 후임자가 되다
베즈는 22주 동안 제네바를 떠나 있었다. 학교와 교회 그리고 무엇보다 칼뱅의 건강으로 인하여 그는 다시 돌아오지 않을 수 없었다. 칼뱅은 병으로 인해 오래 동안 그에게 지워진 무거운 직무를 행하지 못하고 있었고, 그런 칼뱅을 대신할 만한 인물이 없었다. 칼뱅과 베즈는 매주 역할을 번갈아 맡아서 행하였다. 그러나 1564년 5월 27일 칼뱅은 세상을 떠나고 말았다. 베즈는 자연스럽게 그의 후임자가 되었다.
베즈는 1580년까지 목사회 회장이었을 뿐 아니라 칼뱅이 1559년에 설립하였고 거기에 자신이 김나지움과 아카데미를 추가하여 구성한 대규모 교육기관의 중심인물이었다. 일생 동안 베즈는 교육의 수준을 향상시키려고 노력하였다. 거의 40년 가까이 프로테스탄트 젊은이들이 그의 신학 강의를 듣기 위하여 강의실을 가득 채웠고 거기서 그는 가장 순수한 칼빈니스트 정통교리를 설명하였다. 베즈의 학생들 중에 조반니 디오다티(Giovanni Diodati)는 후에 그의 신학교수직을 이어받았다. 정부 당국과 목사들은 그의 권고를 들었다. 제네바 법률학교를 설립 역시 베즈의 공헌이다. 거기에서 프랑수아 오트망(François Hotman), 쥘 파치우스(Jules Pacius), 드니 고드프루아(Denys Godefroy) 등 당대 가장 탁월한 법률가들이 차례로 교편을 잡았다.

## 1564년 이후의 활동
칼뱅의 후임자로서 베즈는 전임자의 직무를 계속할 뿐만 아니라 제네바 교회를 평안하게 지키는데 큰 성공을 거두었다. 제네바 당국은 칼뱅의 이념에 전적으로 따랐으며, “말씀 사역자들”과 “당회”(consistoire)라는 기관이 있어 영적인 일에 대한 지도가 하나의 견고한 기초 위에서 이루어졌다. 1564년 이후에는 어떤 교리적인 논쟁도 제기되지 않았다. 실무적이거나 사회적이거나 혹은 교회적 적용상의 문제들에 대한 토론이 이루어졌다. 예를 들어 목사들에 대한 정부 당국의 지배권, 설교의 자유, 목사들이 목사회 다수의 결의에 복종해야 할 의무와 같은 것들이었다.
베즈는 그의 뜻을 그의 동료들에게 강요하지 않았으며 사려 깊지 못하거나 화가 난 동료들에 대하여 어떤 엄한 수단도 사용하지 않았다. 그럼에도 그는 사임하겠다고 엄포를 놓아야 할 만큼 자주 심한 반대에 부딪혔다. 그는 정부 당국의 편을 드는 경향이 있었음에도 필요성이 대두될 때는 칼뱅이 그랬던 것을 따라 정부의 권력이 우월하다는 것에 동의하지 아니하고 영적 권력의 권한과 독립성을 지켰다.
그의 활동은 컸다. 그는 목사단과 행정관들 사이에서 중개자 역할을 하였고 제네바 정부 당국은 정치적 문제에 대해서도 지속적으로 그에게 자문을 구하였다. 그는 유럽 종교개혁 진영의 모든 지도자들과 서신을 주고받았다.

### 라로셸 총회(Synode de La Rochelle)의 단일 신앙고백 채택
1571년 베즈는 라로셸에서 프랑스 개혁교회 전국 총회를 주재하였다. 여기에서 동일한 이름의 신앙고백이 만들어졌다. 그는 파리의 장 모렐리(Jean Morély) 목사와 철학자 피에르 드 라 라메(Pierre de la Ramée)의 요구대로 교회의 권징을 폐지하지 않도록 하였을 뿐 아니라 세속 정부가 교회를 지배하는 것을 인정하지 않았다. 그는 또한 울리히 츠빙글리 측에 맞서서 “그리스도의 몸의 본질”이라는 표현을 써서 실재적 임재에 대한 칼비니스트 교리를 재확인하였다. 이는 베즈와 피에르 드 라 라메와 하인리히 불링거 사이에 격렬한 논쟁을 불러일으킨 문제였다. 그는 다음 해에도 모렐리와 라메 같은 선동가들이 야기한 어려움으로 인하여 님(Nîmes) 전국 총회에 참석하지 않을 수 없었다.

### 성 바돌로메 축일 대학살 사건(Massacre de la Saint-Barthélemy)
1572년 8월 24일부터 발발한 바돌로메 축일 대학살 사건 이후에 베즈는 피난민들을 제네바에 받아들이도록 하는 데 힘썼다.

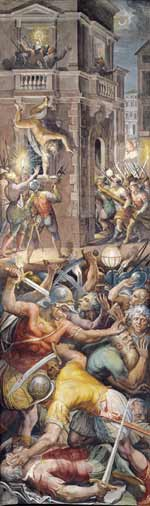
바돌로메 축일의 학살, [https://fr.wikipedia.org/wiki/Giorgio_Vasari 조르조 바사리(Giorgio Vasari)

“친애하는 형이여, 제가 쓰는 편지는 당신에게 그리고 우리의 모든 친구들에게 보내는 것입니다. 우리는 애통과 탄식 가운데 있습니다. 하나님께서 우리에게 자비를 베푸시기를! 우리는 이런 배신과 이토록 잔혹한 일을 당한 적이 없었습니다. 여러 차례 예견한 일인데! 여러 차례 주의를 받았는데! 하나님이 그것을 허락하셨는데, 하나님의 진노를 받아 마땅합니다. 그럼에도 불구하고 그분은 우리 구원자이십니다. 당신에게 더 상세하게 쓰지 못함을 양해해주십시오. 우리는 금식과 특별 기도 기간을 정하였습니다. 여전히 역병과 열병이 도는 우리 시에 이 땅에서 가장 불행한 사람들이 가득하게 되었습니다. 그들은 자기 원수들이 탐욕에 눈이 먼 덕분에 탈출할 수 있었을 따름입니다. 지위나 나이나 성별이나 아무것도 그들을 구해주지 못했기 때문입니다. 왕은 처음에는 모든 것을 기즈 가(Guises)에 돌리더니, 이제 모든 것이 자기 명령으로 이행되었다고 말합니다. 그는 파리에서 세상이 감당하지 못하는 사람들을 그들의 안방에서 살해하고서 그들에게 가당찮게 역모의 죄를 뒤집어 씌웁니다. 리옹(Lyon)에서는 군인들의 탐욕으로 목숨을 구한 적은 수의 사람들 외에는 모든 이들이 자진 출두하여 감옥에 감금되었으며, 그들 스스로 목을 내밀었습니다. 아무도 칼을 뽑지 않았고, 아무도 불평하지 않았으며, 아무도 심문을 받지 않았고, 모두가 도살장의 양같이 죽음 당하였습니다. 그럼에도 그들은 역모가 있었다고 핑계를 댑니다. 주님, 주께서 이 모든 일을 보셨으니, 주께서 그들을 심판하시리이다. 동일한 일을 당할 수도 있는 우리를 위해 기도해주시기 바랍니다. 우리 정부는 마땅히 해야 할 바를 다하고 있습니다. 그러나 우리는 오직 하나님께 소망을 두어야 합니다 …”
- 하이델베르크에 있는 나의 존경하는 형이자 동역자인 토마스 틸리우스에게, 제네바, 1572년 9월 10일

### De jure magistratum (통치 권력에 대하여)
1574년 베즈는 De jure magistratum을 썼다. 그는 종교적 방법으로 폭군에 대항하였고 불의한 정권에 대하여 백성이 대항하는 것과 그리고 필요에 따라서 그런 정부를 전복하기 위해 무력을 사용하는 것을 정당한 일이라고 지지하였다.

### 아우구스부르크 신조
그는 1564년 이후 독일의 아우구스부르크 신조에 대한 논쟁(그리스도의 위격과 성례에 관한 논쟁)에 관심을 보였다. 그는 베스트팔과 헤스후센, 젤네커, 요한 브렌츠 및 야콥 안드레아에 맞서서 여러 차례 글을 발표하였다. 이로 인해 그는 특히 1571년 이후로 루테란니즘을 지지하고 멜란히톤(Melanchton)을 반대하는 모든 사람들이 몹시 싫어하는 사람이 되었다.

### 몽벨리아르 회의 (Colloque de Montbéliar)
베즈가 가장 엄격한 루테리안들과 마지막으로 벌인 논쟁은 1586년 3월 14일부터 24일까지 몽벨리아르 회의를 계기로 이루어졌다. 베즈는 그의 동료 앙투안 드 라 페(Antoine de La Faye)와 함께 몽벨리아르에 피신해있던 프랑스 귀족들이 요청에 따라 루터파 통치자인 뷔르템베르크의 프리드리히의 초청을 받았다. 이 회의는 명확한 일치에 이르기 위한 것이었지만 이 목적은 이루어지지 않았다. 그러나 개혁교회 내적으로 중요한 결과가 있었다.
야콥 안드레아가 정리한 회의 결과가 발표되었을 때 스위스 목사들 중 루터파에 속했던 자무엘 후버는 예정론에 있어서 베즈와 무스쿨루스(Musculus)가 제안한 전택설 교리(doctrine supralapsaire)가 표명된 것을 보고서 매우 충격을 받았다. 그는 베른 당국에 무스쿨루스를 위험 인물로 고발하였다. 이 문제를 연구하기 위해 베른 당국은 1587년 9월 2일에 후버와 무스쿨루스 사이에 토론회를 개최하였다. 거기에서 후버는 보편주의를 무스쿨루스는 제한주의를 주장하였다.
토론회가 성과 없이 끝나자 1588년 4월 15일부터 18일에 걸쳐 베른에서 논쟁이 개최되었다. 베즈에게는 공적인 교리를 옹호할 임무가 맡겨졌다. 회의를 주관한 세 사람의 스위스 대표들은 몽벨리아르에서 표명된 교리가 정통임을 베즈가 증명했다고 선언했으며 후버는 그의 직위에서 면직되었다.

## 생애의 만년
그후로 베즈의 활동은 점점 가정사에 제한되었다. 아내 클로딘은 1588년 베즈가 토론회 참석을 위해 베른으로 떠나기 수일 전에 죽었다. 두 사람 사이에는 자식이 없었으나 그들은 40년간 행복을 나누었다. 친구들의 권고에 따라 베즈는 그의 노년의 생활을 도울 제노아 출신 과부인 카타리나 델 피아노와 재혼하였다. 그는 65세가 될 때까지 건강이 매우 좋았으나 점차로 활력이 쇠하였다. 그럼에도 그는 1597년까지 가르치기를 계속했다.

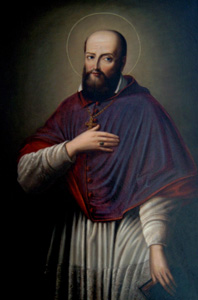
프랑수아 드 살르

노년에 베즈는 자기의 만류에도 불구하고 앙리 4세(Henri IV)가 카톨릭으로 개종하는 것을 보고 슬퍼하였다. 엉뚱한 일이지만 1596년 예수회는 베즈와 제네바가 다시 로마 카톨릭으로 되돌아왔다는 헛소문을 독일과 프랑스와 영국과 이탈리아에 퍼뜨렸다. 베즈는 그의 왕성한 사고력과 그의 힘찬 표현력을 전혀 잃지 않았음을 보여주는 풍자문을 씀으로써 이에 응답하였다. 1597년에 교황 클레멘트 8세의 위임을 받아서 성 프란치스코 살레시오 신부가 베즈를 세 차례 방문하였다. 프랑수아는 이후에 제네바 주교가 되었는데 제네바에서 축출된 제네바 주교좌는 인근 안시로 옮겨가 있었다. 무력에 호소함이 없이 제네바 인근 샤블레(Chablais) 지역을 카톨릭으로 재개종시킨 바 있는 이 신부에게 베즈는 만약 자신이 오류에 빠져있다는 것을 누군가 보여줄 수 있고 자기가 그것을 깨닫도록 하나님께 기도해준다면 기꺼이 자기 종교를 버릴 준비가 되어 있다고 선언하였고 프랑수아 신부의 개종 시도는 불발로 끝났다.

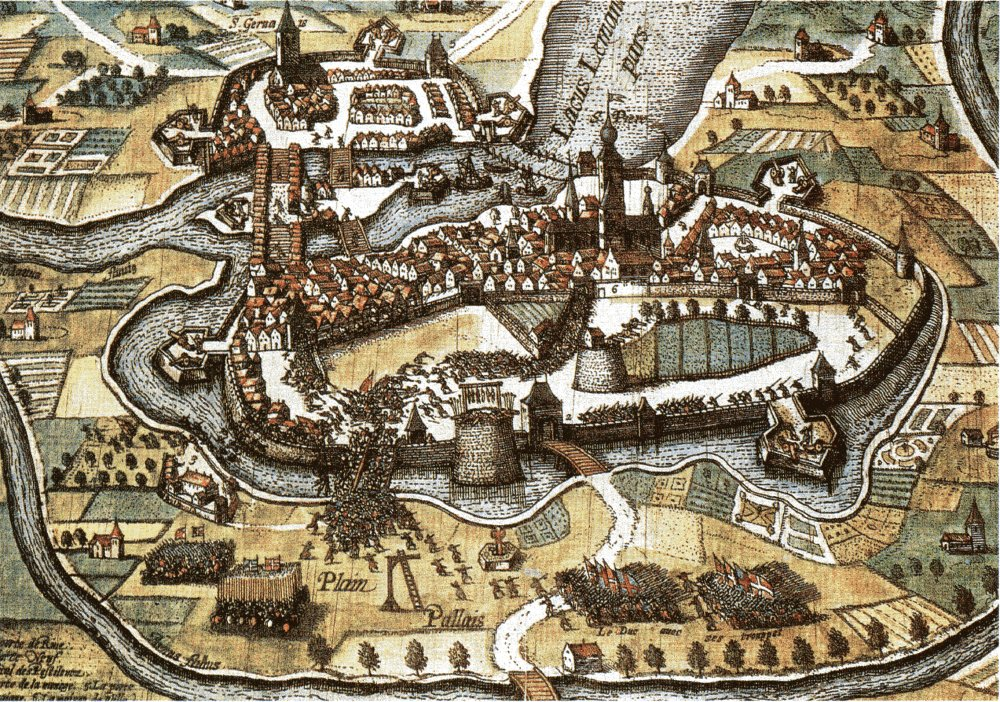
1602년 사부아의 제네바 침공 (bataille de l'Escalade)

1602년 12월 11일과 12일 종교적으로 로마 카톨릭 세력에 속한 사부아 공국(Duché de Savoie)의 샤를-엠마뉘엘 1세(Charles-Emmanuel I)의 군대가 야음을 틈타 개혁파 공화국인 제네바를 공격한 이른바 에스칼라드 전투(Escalade)가 일어났다. 제네바는 사부아군을 성공적으로 격퇴하였다.
베즈는 1605년 10월 13일 제네바의 자기 집에서 숨을 거두었다. 사부아가 그의 시신을 도굴하여 로마로 가져가겠다고 위협하였기 때문에 그는 칼뱅처럼 플랑팔레의 공동묘지(cimetière de Plainpalais)에 매장되지 않고 당국의 지시에 따라 생피에르 교회당(Temple Sain-Pierre)에 묻혔다.

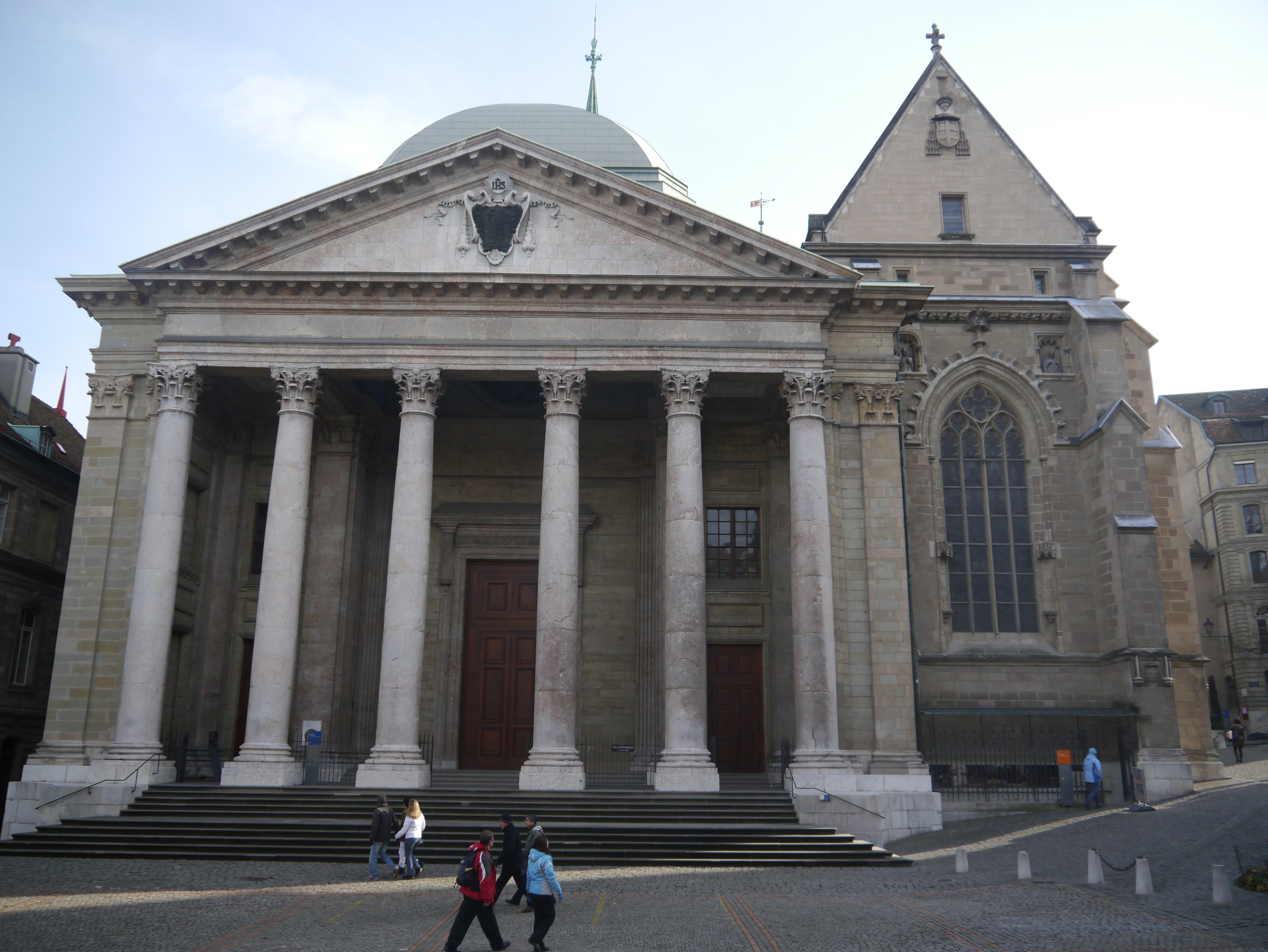
제네바의 생피에르 교회당 전면

이튿날 아카데미 학장은 강의실 문에 다음과 같은 소집문을 게시하였다.
“이는 항해자들을 위한 항구에 당도한 것이요, 주께서 보시기에 값지게 죽은 이들을 위한 또 다른 삶으로 들어간 것이라. 어제 교회의 한 위대한 빛이 꺼졌도다. 다년간 직무를 감당하던 고귀하고 존경하올 테오도르 드 베즈가 영원한 안식과 희락이 있는 평화로 들어가기 위하여 이생의 덧없고 비참한 삶을 벗어버렸나니 오늘 그의 장례가 거행되도다. 어떤 조건으로건 이 아카데미에 속한 지체 높은 경들과 공들과 귀인들 그리고 모든 학생들이여, 목사들과 교수들의 명의로 그대들을 정오에 소집하노니 장례식 대열에 참여할지며, 이 혁혁한 이, 이 거룩한 죽음에 합당한 최고의 영예를 돌리시오. 그의 몸은 썩도록 심어졌으나 그리스도 안에서 죽은 모든 이들처럼 그는 썩지 않도록 다시 살아나리라. 이는 죽음도 생명도 하나님께서 예수 그리스도 우리 주 안에서 자기에서 속한 자에게 증언하신 사랑의 은총으로부터 우리를 끊을 수 없기 때문이니, 그리스도는 자기에게 속한 이들을 죽음에서 생명으로 옮기시도다.”

## 신학 연구
그의 신학 작품들은 그의 모든 인문학 연구와 역사 연구를 능가한다(Tractationes theologicae). 베즈는 신학 연구에서 칼뱅의 수제자임을 드러낸다(alter ego). 그의 인생 개념은 결정론적이며, 그의 종교적 성찰은 예정론 위에 자리잡고 있다. 시간 속의 모든 존재는 절대적이고 영원하며 변하지 않는 하나님의 뜻의 결과이다. 그래서 인간 종족의 타락 역시 그에게는 세계에 대한 하나님의 계획상 불가피한 것으로 나타난다. 베즈는 이런 사고의 양태로부터 흘러나온 종교적 개념들의 관계를 가장 확실한 방법으로 보여주었다(Summa totius Christianismi).

## 희랍어 신약 성서
베즈는 성서학에도 역시 매우 중요한 공헌을 하였다. 1565년에 희랍어 신약성서를 출판하였는데, 병행란들에는 불가타 본문과 1556년에 이미 출판한 적이 있는 그 자신의 번역을 함께 실었다.
초판의 희랍어 본문을 준비하면서, 그리고 1582년 재판을 준비하면서 베즈는 큰 가치가 있는 두 개의 필사본을 입수할 수 있었다. 그 하나는 베자 사본(Codex Bezae) 또는 케임브리지 사본(Cantabrigensis)이라고 불리는 것으로서 1562년 개혁교도들에 의한 리옹 약탈 시에 베즈가 보존한 것이다. 후에 그는 이 사본을 케임브리지 대학에 기증하였다. 둘째 것은 클레르몽 사본(Codex Clarmontanus)으로서 베즈가 클레르몽앙보베시(Clermont-en-Beauvaisis)에서 입수한 것이며 현재는 프랑스 국립 도서관에 보관되어 있다.

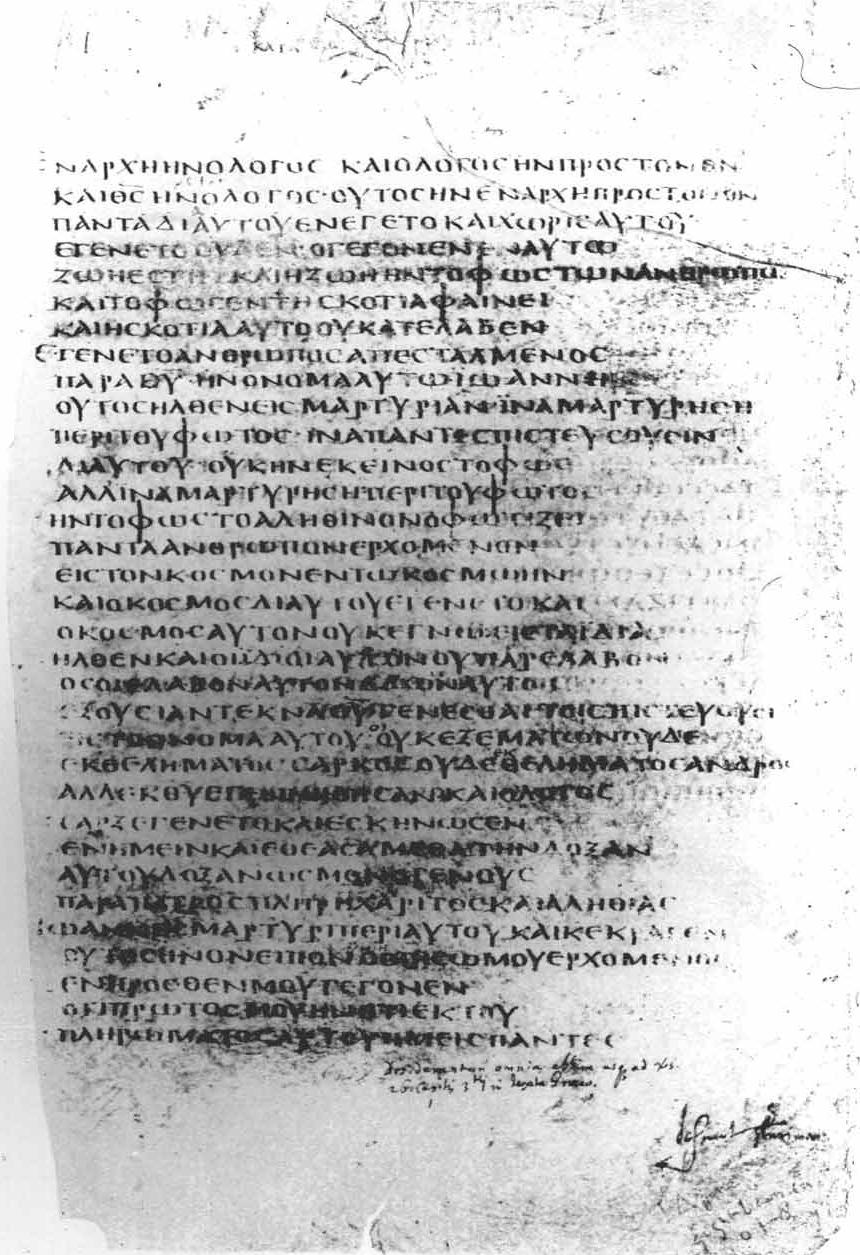
베자 사본의 한 면

하지만 이것이 베즈가 주로 의존한 자료들은 아니었다. 오히려 그 이전에 에라스무스의 후기 판본에 기초하여 만들어진 탁월한 로베르 에스티엔(1550)의 판본을 이용했다. 이 방면에서 베즈가 기울인 노력은 그 이후 사람들에게 대단히 유용한 것이었다. 그의 라틴어 성경과 그가 기록한 풍부한 주석 역시 마찬가지로 말할 수 있다. 예정론의 영향이 그의 성서 해석에 너무 지배적으로 작용하고 있다고 말할 수 있지만, 그럼에도 그가 신약성서에 대한 명확한 이해에 많은 도움을 주었다는 것은 확실하다.

## 주요 작품
테오도르 드 베즈의 작품은 대단히 많으며 빈번한 가명 사용과 다수의 희랍어, 라틴어 및 프랑스어 번역을 행한 것을 가려내기가 어려운 경우가 많다.
```
1548: Poëmata varia, Poésies légères inspirées d’Ovide et Catulle, rédigées dans sa jeunesse et que lui reprochèrent plus tard ses détracteurs ; il confessa lui-même les regretter. Theodori Bezae Vezelii Poemata Lutetiae ex officina Conradi Badii [archive].
1550: Abraham sacrifiant, tragédie à sujet biblique
1553: Le Passavant, Épître de maítre Benoît Passavant à messire Pierre Lizet, où il lui rend compte de sa mission à Genève et de ses conversations avec les hérétiques traduite pour la première fois du Latin macaronique de Théodore de Bèze
1556: Novum Testamentum Domini Nostri Jesu Christi, traduction du Nouveau testament en Latin depuis le grec par Théodore de Bèze.
1560: Brève exposition de la table ou figure contenant les principaux poincts de la religion chrestienne.
1561: Les cent cinquante Psaumes de David, psautier huguenot, 번역 시작 Clément Marot, 번역 완성 Théodore de Bèze.
1561: Recueil en sommaire des signes sacrés
1561: Ce qui a esté proposé par Théodore de Bèze au nom de tous ceux qui désirent la reformation de l'Église selon la pure doctrine de l'Évangile, en la présence du Roy, de la Royne sa mère, du Roy de Navarre et des autres princes, de messieurs du conseil, et des prélats qu'on dit d'Église, à Poissy, le neufième jour de septembre 1561, publication des thèses de Théodore de Bèze au Colloque de Poissy.
1574: Du droit des magistrats sur leurs sujets, 폭군에 대항할 위그노의 권리를 주장 (e-rara의 온라인 [archive] 참고)
1580: Histoire ecclésiastique des Églises Réformées au royaume de France dans laquelle il propose l’idée de loi fondamentale13.
1581: Chrestiennes Meditations, Méditations sur les psaumes pénitentiels, écrites sur le mode de la paraphrase, genre littéraire très développé au xvie siècle.
```

### 영어로 번역된 주요 작품
- A Clear and Simple Treatise on the Lord's Supper
- A Life of John Calvin
- Select Works of Theodore Beza
- Law and the Gospel
- The Table of Predestination
- A Complete Summary of Christianity (summa totius christianismi)
- The Rights of Magistrates Over Their Subjects
- Jesus Christ The Son of God
- Faith and Justification
- Grounds and Propositions of Religion
- The Reformation's Light

## 서신집
- Correspondance. Tome 1 (1539-1555) ; éd. H. & F. Aubert et H. Meylan. Genève: Droz, 1960. (Travaux d’humanisme et Renaissance ; 40). 225 p.
- Correspondance. Tome 2 (1556-1558) ; éd. F. Aubert, H. Meylan et A. Dufour. Genève: Droz, 1962. (Travaux d’humanisme et Renaissance ; 49). 284 p.
- Correspondance. Tome 3 (1559-1561) ; éd. H. Meylan et A. Dufour. Genève: Droz, 1963. (Travaux d’humanisme et Renaissance ; 61). 304 p.
- Correspondance. Tome 4 (1562-1563) ; éd. H. Meylan, A. Dufour et A. Tripet. Genève: Droz, 1965. (Travaux d’humanisme et Renaissance ; 74). 320 p.
- Correspondance. Tome 5 (1564) ; éd. H. Meylan, A. Dufour et A. de Henseller. Genève: Droz, 1968. (Travaux d’humanisme et Renaissance ; 96). 200 p.
- Correspondance. Tome 6 (1565) ; éd. H. Meylan, A. Dufour et A. de Henseller. Genève: Droz, 1970. (Travaux d’humanisme et Renaissance ; 113). 334 p.
- Correspondance. Tome 7 (1566) ; éd. H. Meylan, A. Dufour, C. Chimelli et M. Turchetti. Genève: Droz, 1973. (Travaux d’humanisme et Renaissance ; 136). 388 p.
- Correspondance. Tome 8 (1567) ; éd. H. Meylan, A. Dufour et C. Chimelli. Genève: Droz, 1976. (Travaux d’humanisme et Renaissance ; 146). 320 p.
- Correspondance. Tome 9 (1568) ; éd. H. Meylan, A. Dufour, C. Chimelli et Béatrice Nicollier. Genève: Droz, 1978. (Travaux d’humanisme et Renaissance ; 164). 276 p.
- Correspondance. Tome 10 (1569) ; éd. A. Dufour, C. Chimelli et Béatrice Nicollier. Genève: Droz, 1981. (Travaux d’humanisme et Renaissance ; 181). 324 p.
- Correspondance. Tome 11 (1570) ; éd. A. Dufour, C. Chimelli et Béatrice Nicollier. Genève: Droz, 1983. (Travaux d’humanisme et Renaissance ; 195). 376 p.
- Correspondance. Tome 12 (1571) ; éd. A. Dufour, Béatrice Nicollier et M. Turchetti. Genève: Droz, 1986. (Travaux d’humanisme et Renaissance ; 212). 304 p.
- Correspondance. Tome 13 (1572) ; éd. A. Dufour et Béatrice Nicollier. Genève: Droz, 1988. (Travaux d’humanisme et Renaissance ; 229). 312 p.
- Correspondance. Tome 14 (1573) ; éd. A. Dufour et Béatrice Nicollier. Genève: Droz, 1990. (Travaux d’humanisme et Renaissance ; 242). xxvi-356 p.
- Correspondance. Tome 15 (1574) ; éd. A. Dufour et Béatrice Nicollier. Genève: Droz, 1991. (Travaux d’humanisme et Renaissance ; 254). 288 p.
- Correspondance. Tome 16 (1575) ; éd. A. Dufour, Béatrice Nicollier et R. Bodenmann. Genève: Droz, 1993. (Travaux d’humanisme et Renaissance ; 273). 332 p.
- Correspondance. Tome 17 (1576) ; éd. A. Dufour, Béatrice Nicollier et R. Bodenmann. Genève: Droz, 1994. (Travaux d’humanisme et Renaissance ; 286). xx-304 p. (ISBN 2-600-00025-9)
- Correspondance. Tome 18 (1577) ; éd. A. Dufour, Béatrice Nicollier et R. Bodenmann. Genève: Droz, 1995. (Travaux d’humanisme et Renaissance ; 292). xx-276 p. (ISBN 2-600-00083-6)
- Correspondance. Tome 19 (1578) ; éd. A. Dufour, Béatrice Nicollier et R. Bodenmann. Genève: Droz, 1996. (Travaux d’humanisme et Renaissance ; 304). xxiv-280 p. (ISBN 2-600-00162-X)
- Correspondance. Tome 20 (1579) ; éd. A. Dufour, Béatrice Nicollier et R. Bodenmann. Genève: Droz, 1998. (Travaux d’humanisme et Renaissance ; 318). xxii-346 p. (ISBN 2-600-00249-9)
- Correspondance. Tome 21 (1580) ; éd. A. Dufour, Béatrice Nicollier, H. Genton et R. Bodenmann. Genève: Droz, 1999. (Travaux d’humanisme et Renaissance ; 327). xxx-338 p. (ISBN 2-600-00321-5)
- Correspondance. Tome 22 (1581) ; éd. H. Aubert, A. Dufour, Béatrice Nicollier et H. Genton. Genève: Droz, 2000. (Travaux d’humanisme et Renaissance ; 334). xxxiv-282 p. (ISBN 2-600-00401-7)
- Correspondance. Tome 23 (1582) ; éd. H. Aubert, A. Dufour, Béatrice Nicollier et H. Genton. Genève: Droz, 2001. (Travaux d’humanisme et Renaissance ; 346). xxx-302 p. (ISBN 2-600-00487-4)
- Correspondance. Tome 24 (1583) ; éd. H. Aubert, A. Dufour, H. Genton et B. Nicollier-De Weck. Genève: Droz, 2002. (Travaux d’humanisme et Renaissance ; 366). xviii-436 p. (ISBN 978-2-600-00694-1)
- Correspondance. Tome 25 (1584) ; éd. H. Aubert, A. Dufour, H. Genton et B. Nicollier-De Weck. Genève: Droz, 2003. (Travaux d’humanisme et Renaissance ; 380). xviii-414 p. (ISBN 978-2-600-00887-7)
- Correspondance. Tome 26 (1585) ; éd. H. Aubert, A. Dufour, H. Genton et B. Nicollier-De Weck. Genève: Droz, 2004. (Travaux d’humanisme et Renaissance ; 390). xviii-332 p. (ISBN 978-2-600-00925-6)
- Correspondance. Tome 27 (1586) ; éd. H. Aubert, A. Dufour, H. Genton et B. Nicollier-De Weck. Genève: Droz, 2005. (Travaux d’humanisme et Renaissance ; 401). xxvi-326 p. (ISBN 978-2-600-01019-1)
- Correspondance. Tome 28 (1587) ; éd. H. Aubert, A. Dufour, H. Genton et B. Nicollier-De Weck. Genève: Droz, 2006. (Travaux d’humanisme et Renaissance ; 413). xxvi-310 p. (ISBN 978-2-600-01081-8)
- Correspondance. Tome 29 (1588) ; éd. H. Aubert, A. Dufour, H. Genton et B. Nicollier-De Weck. Genève: Droz, 2007. (Travaux d’humanisme et Renaissance ; 426). xxvi-326 p. (ISBN 978-2-600-01168-6)
- Correspondance. Tome 30 (1589) ; éd. H. Aubert, A. Dufour, H. Genton et B. Nicollier-De Weck. Genève: Droz, 2008. (Travaux d’humanisme et Renaissance ; 442). xxx-402 p. (ISBN 978-2-600-01236-2)
- Correspondance. Tome 31 (1590) ; éd. H. Aubert, A. Dufour, H. Genton et B. Nicollier-De Weck. Genève: Droz, 2009. (Travaux d’humanisme et Renaissance ; 448). xxv-280 p. (ISBN 978-2-600-01277-5)
- Correspondance. Tome 32 (1591) ; éd. H. Aubert, A. Dufour, H. Genton et B. Nicollier-De Weck. Genève: Droz, 2009. (Travaux d’humanisme et Renaissance ; 460). xxxiv-248 p. (ISBN 978-2-600-01330-7)
- Correspondance. Tome 33 (1592) ; éd. H. Aubert, A. Dufour, H. Genton et B. Nicollier-De Weck. Genève: Droz, 2010. (Travaux d’humanisme et Renaissance ; 467). xxvi-230 p. (ISBN 978-2-600-01433-5)
- Correspondance. Tome 34 (1593) ; éd. H. Aubert, A. Dufour, H. Genton et B. Nicollier-De Weck. Genève: Droz, 2010. (Travaux d’humanisme et Renaissance ; 471). xxxii-352 p. (ISBN 978-2-600-01468-7)
- Correspondance. Tome 35 (1594) ; éd. H. Aubert, A. Dufour, H. Genton et B. Nicollier-De Weck. Genève: Droz, 2011. (Travaux d’humanisme et Renaissance ; 490). xxvi-294 p. (ISBN 978-2-600-01550-9)
- Correspondance. Tome 36 (1595) ; éd. H. Aubert, M. Cuany, A. Dufour, H. Genton et B. Nicollier-De Weck. Genève: Droz, 2012. (Travaux d’humanisme et Renaissance ; 500). xxvi-224 p. (ISBN 978-2-600-01591-2)
- Correspondance. Tome 37 (1596) ; éd. H. Aubert, A. Dufour, H. Genton, M. Cuany et B. Nicollier-De Weck. Genève: Droz, 2013. (Travaux d'humanisme et Renaissance ; 519). xxx-290 p. (ISBN 978-2-600-01741-1)
- Correspondance. Tome 38 (1597) ; éd. H. Aubert, A. Dufour, H. Genton, K. Bovier et B. Nicollier-De Weck. Genève: Droz, 2014. (Travaux d'humanisme et Renaissance ; 525). xxxi-298 p. (ISBN 978-2-600-01812-8)
- Correspondance. Tome 39 (1598) ; éd. H. Aubert, A. Dufour, H. Genton, K. Bovier et B. Nicollier-De Weck. Genève: Droz, 2014. (Travaux d'humanisme et Renaissance ; 533). xxxi-301 p. (ISBN 978-2-600-01859-3)
- Correspondance. Tome 40 (1599) ; éd. H. Aubert, A. Dufour, H. Genton, K. Bovier et B. Nicollier-De Weck. Genève: Droz, 2015. (Travaux d'humanisme et Renaissance ; 545). xxv-219 p. (ISBN 978-2-600-01892-0)

## 자료
이 글은 프랑스어 판 위키피디아로부터 옮긴 Schaff-Herzog Encyclopedia (1914)의 내용을 포함하고 있음

## 같이 보기
- 프란시스쿠스 유니우스 (아버지)
- 신의 작정의 논리적 순서